# Domborzat
A domborzat vagy (föld)felszín (relief) természetföldrajzi fogalom, egy bolygó szilárd kérgének (litoszféra) és vízburkának (hidroszféra) felülete. Azokon a bolygókon, amelyeknek van légköre, a domborzat az iménti két szféra és az atmoszféra határfelülete. A domborzat legjobban leírható jellemzője vertikális tagolódás, ezért alapfogalma a tengerszint feletti magasság. A földrajz pusztán leírja a földfelszínt, a földtörténeti korokban folyamatosan változó domborzati elemek (síkság, domb, hegy, völgy stb.) behatóbb vizsgálatával a geomorfológia foglalkozik. A természettudományi diszciplínák nagy része vizsgálja a domborzatnak a biotikus (például állatföldrajz, mezőgazdaságtan) és az abiotikus környezetre (például klimatológia, meteorológia) gyakorolt hatását, sőt, maguk a domborzati viszonyok  az abiotikus tényezők lényeges részei. A víz alatti domborzat kutatásával a batimetria foglalkozik.
Más megfogalmazás szerint a domborzat a Föld térszínformáinak összessége, a földfelszín függőleges tagozódása.

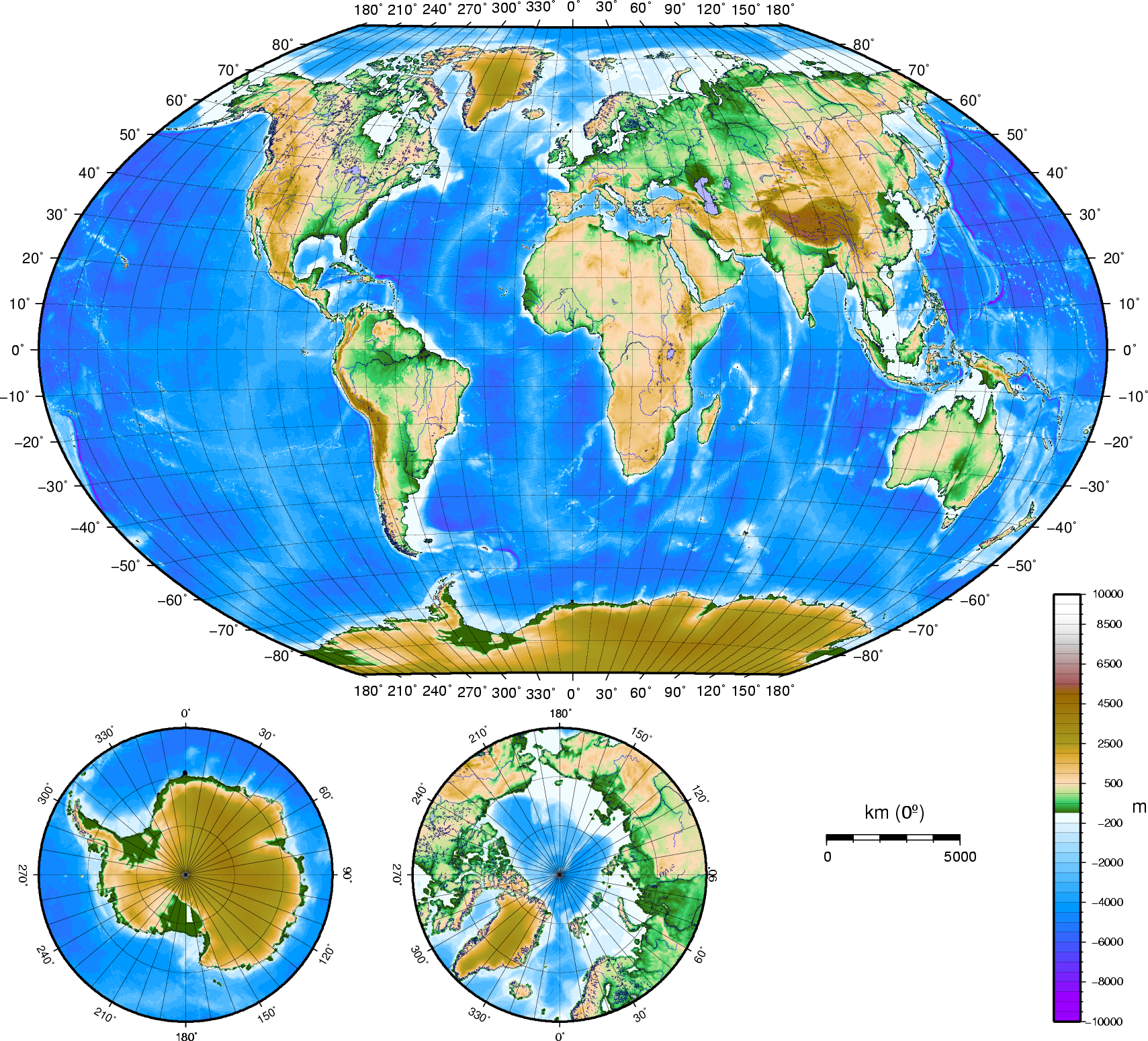
A Világ térképe.